# 숙황
숙황(玊況, ? ~ 51년)은 후한 초기의 관료로, 자는 문백(文伯)이며 경조윤 사람이다.

## 행적
사람됨이 총달하고 영민하였다. 진류태수를 지내면서 덕행으로 사람들을 교화시켰고, 조정의 부름을 받아 대사도로 승진하였으나 4년 후 죽었다.

## 출전
- 범엽, 《후한서》 권1하 광무제기 下·권26 복후송채풍조모위열전

| 전임 채무 | 제8대 후한의 대사도 47년 9월 신미일 ~ 51년 4월 무오일 | 후임 (사도) 풍근 |